# Tarchonanthus camphoratus
Tarchonanthus camphoratus  es una especie de arbusto o árbol pequeño perteneciente a la familia de las asteráceas, muy extendida en África al sur del Sahel.

## Descripción
Tarchonanthus camphoratus puede alcanzar un tamaño de hasta 6 metros de altura. Las ramas y los tallos más jóvenes son de color blanco de fieltro, como son el envés de las hojas. La superficie superior de la hoja es de color verde oliva oscuro. Tarchonanthus camphoratus es dioica. Las flores suelen estar presentes, de diciembre a mayo (en Sudáfrica), con colores cremas en panículas en una cabeza discoidal. Las inflorescencias masculinas tienen varias flores, mientras que la hembra tiene solamente unas pocas. El fruto es un denso y lanoso aquenio.

## Cultivo y usos

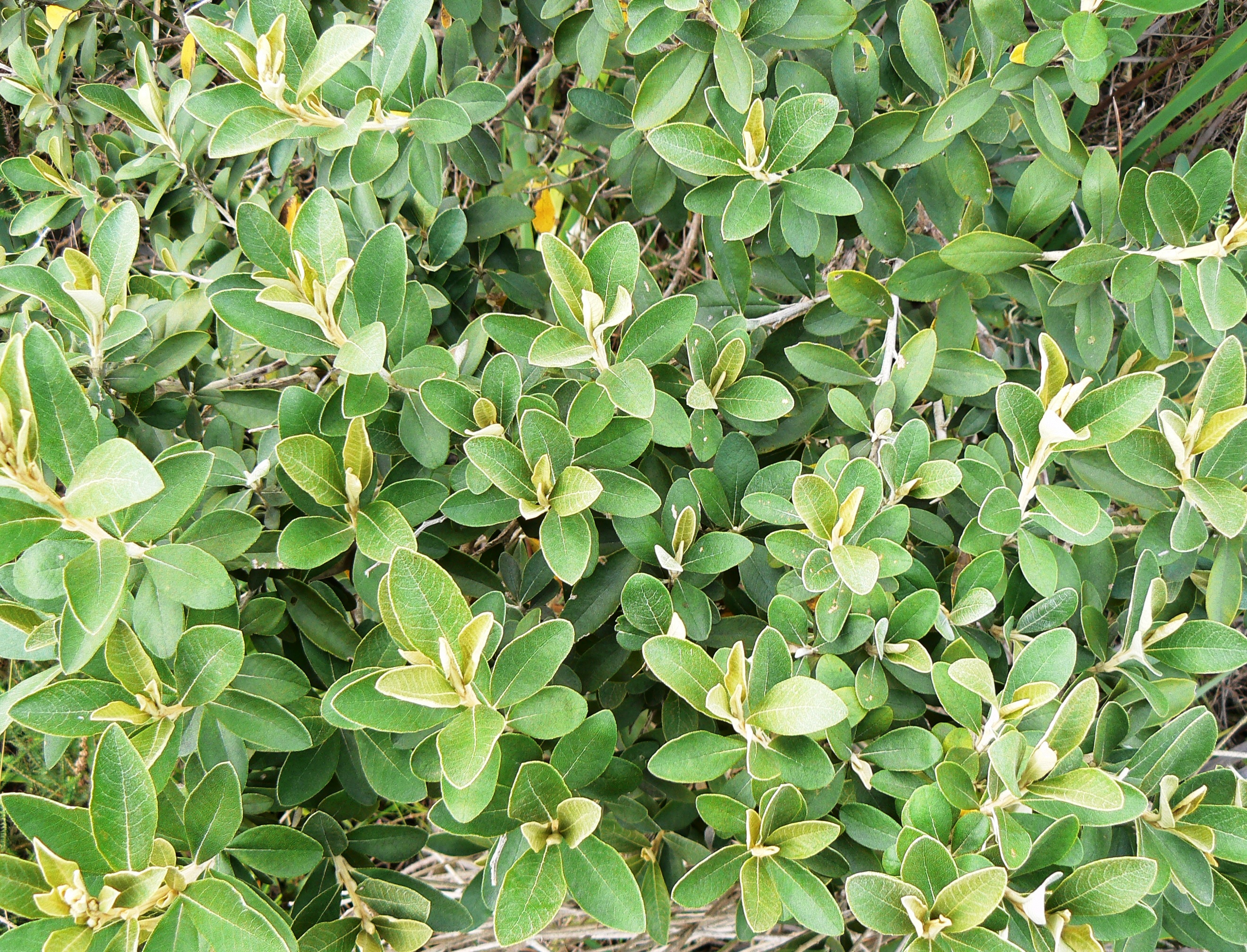
Follaje

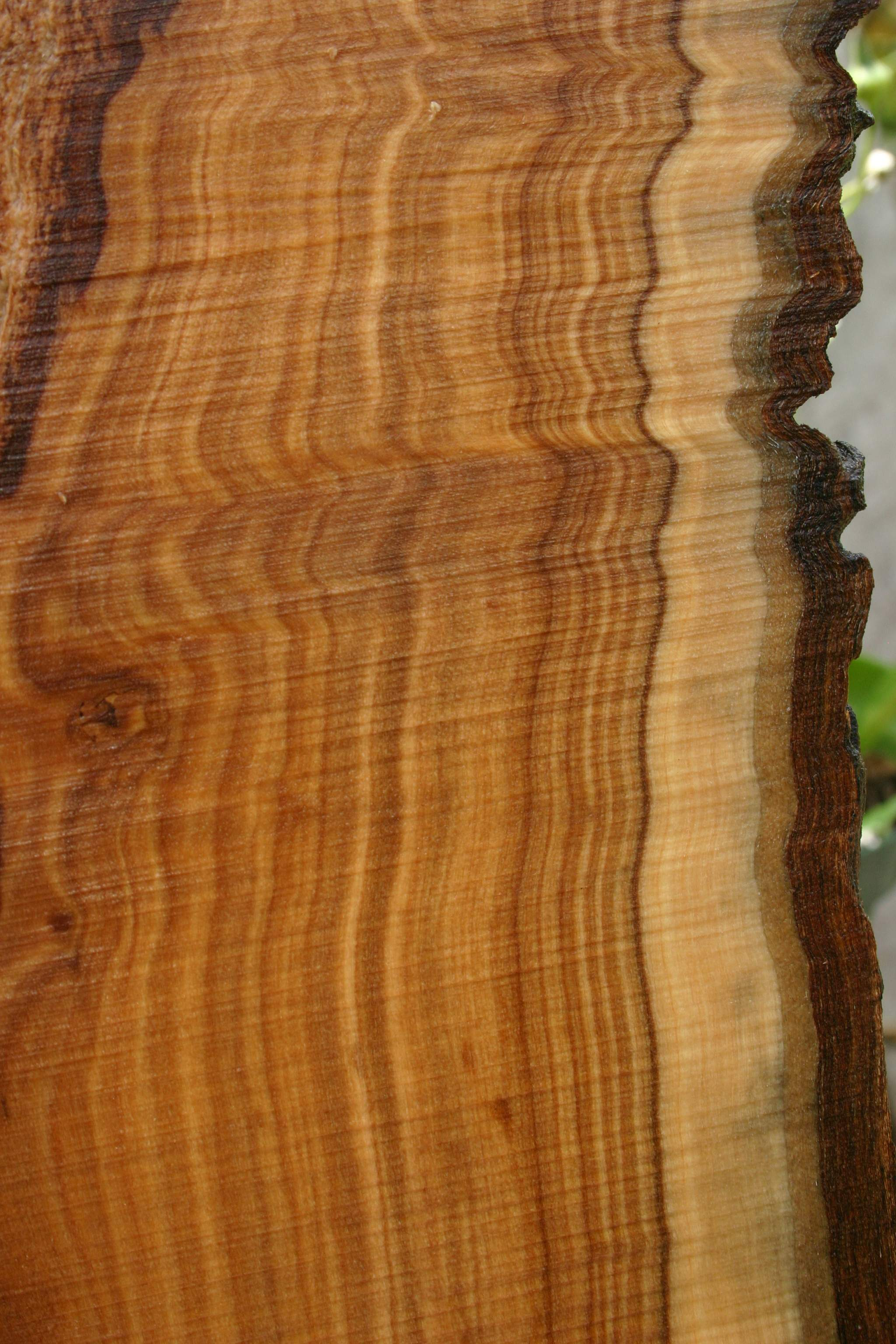
Madera

La madera es de grano fino, atractiva, duradera y rico en aceites aromáticos. Es usada como combustible de madera y una fuente de carbón, lo que es un abuso de un recurso valioso. También se utiliza como un material de construcción tradicional, en la horticultura, y en la fabricación de papel. Es también una fuente de  aceites esenciales que se utilizan como fragancias. Sus hojas son utilizadas por el Maasai para perfumar sus casas y personas.

## Propiedades
Tarchonanthus camphoratus se utiliza como un remedio tradicional para las enfermedades respiratorias. La especie tiene una amplia gama de usos locales, incluida la higiene dental.

## Taxonomía
Tarchonanthus camphoratus fue descrita por Carlos Linneo y publicado en Species Plantarum 2: 842. 1753.
Sinonimia
- Tarchonanthus abyssinicus Sch.Bip.
- Tarchonanthus camphoratus var. litakunensis (DC.) Harv.
- Tarchonanthus litakunensis DC.
- Tarchonanthus procerus Salisb.[9]<